# Leseferyzm

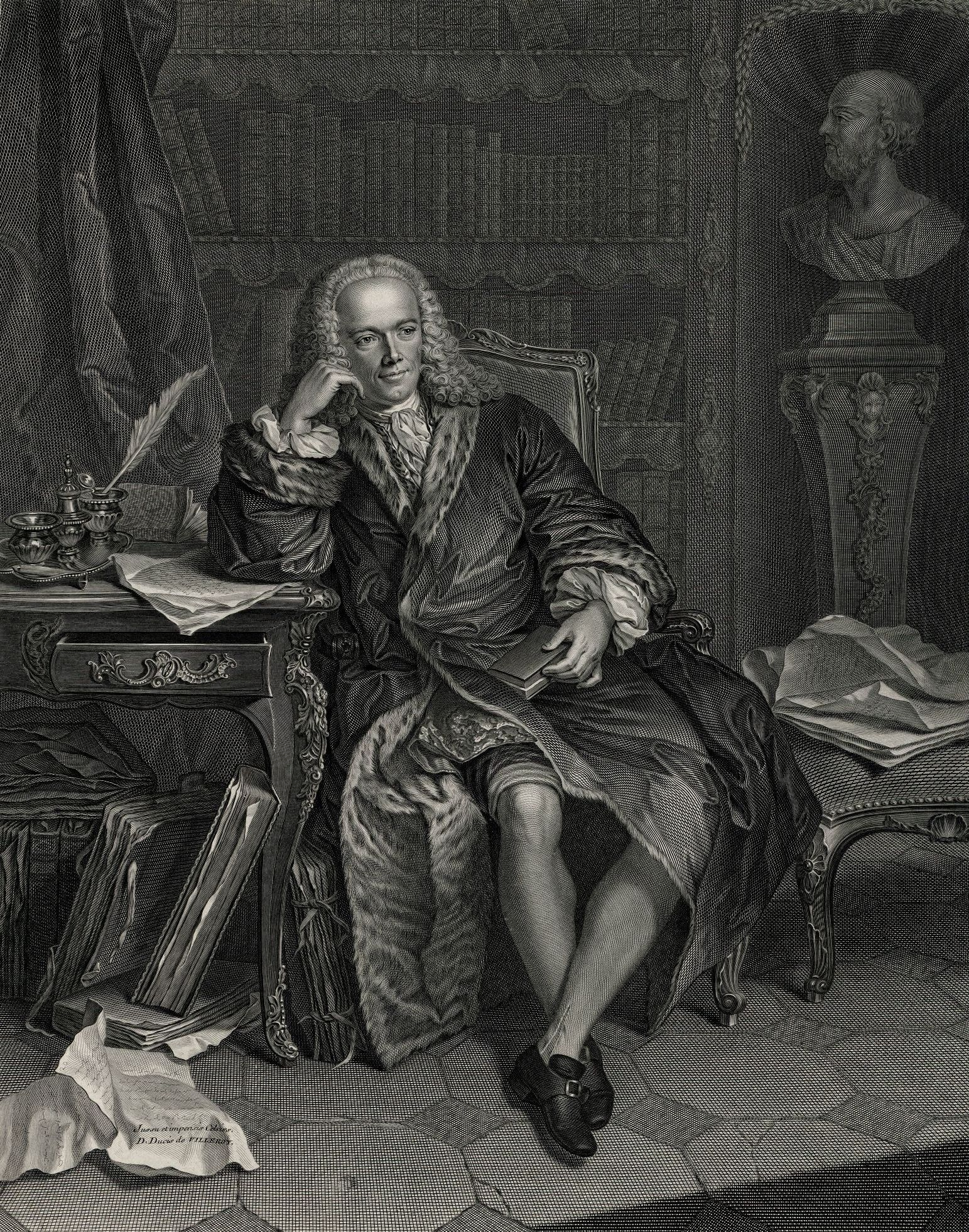
François Quesnay – fizjokrata

Leseferyzm (fr. laissez faire – pozwólcie działać; laissez passer – pozwólcie przechodzić, laissez aller) – sformułowany przez francuskich fizjokratów, ale najpełniej zrealizowany w dziewiętnastowiecznej Wielkiej Brytanii pogląd filozoficzno-ekonomiczny głoszący wolność jednostki w wymiarze społeczno-ekonomicznym.

## Opis
Za popularyzatora tego określenia uznaje się Vincenta Gournaya, nauczyciela ekonomii Jacquesa Turgota. Wyrażało ono dążenie do wolności gospodarowania oraz wyzwolenie z wszelkich zależności feudalnych. Rola państwa miała być ograniczona do roli nocnego stróża, który miał strzec fundamentalnych zasad wolności gospodarowania i prywatnej własności. Rozumowanie leseferystów nie jest oparte na założeniu, że każdy człowiek kieruje się tylko zasadą korzyści materialnej (homo oeconomicus). Korzyścią, jaką chce osiągnąć człowiek, jest usunięcie pewnego dyskomfortu, który może mieć różny charakter (chęć posiadania, świadomość trwania innej osoby w niedostatku, nieznanie swojego miejsca na ziemi i wiele innych). Zespół poglądów leseferystów związany był ściśle z oświeceniowymi koncepcjami wolności jednostki oraz ideą praw naturalnych.
Według jego zwolenników, w gospodarce opartej na leseferyzmie jedynym regulatorem jest cena, brak jest jakiejkolwiek ingerencji państwa w procesy rynkowe (przeciwieństwo interwencjonizmu). Leseferyzm oznacza działanie w warunkach „wolności osobistej”, „równości wobec prawa”, poszanowania „własności prywatnej”, a rolę państwa sprowadza wyłącznie do pozycji gwaranta „podstawowych swobód obywatelskich” i dlatego też z założenia państwo nie może ingerować w sferę ekonomiczną.
Leseferyzm został urzeczywistniony w XIX-wiecznej Wielkiej Brytanii, a sama polityka leseferyzmu utożsamiana jest z liberalizmem gospodarczym, któremu dała swój początek.
Adam Smith uczynił leseferyzm głównym założeniem ekonomii klasycznej, gdyż pozwalał on na efektywne funkcjonowanie niewidzialnej ręki rynku. Utrzymywał, że rola państwa powinna ograniczyć się do: przestrzegania prawa i utrzymania porządku, dostarczania pewnych dóbr publicznych (których nie dostarczyłyby przedsiębiorstwa prywatne) oraz obrony narodowej.
Obecnie zwolennikami leseferyzmu są niektóre środowiska konserwatywno-liberalne oraz libertariańskie. Benito Mussolini wykorzystał idee leseferystyczne, by zdobyć przychylność prawicowej opozycji, jednak utworzony przez niego w 1922 roku rząd faszystowski od początku stosował idee odwrotne do leseferyzmu i wprowadzał korporacjonizm.
W dziedzinie filozofii do leseferyzmu odwołuje się filozofia obiektywistyczna.